# Џон Адамс (композитор)
Џон Адамс (Вустер (Масачусетс), 15. фебруар 1947) амерички је композитор, кларинетиста и диригент.
Дела: Никсон у Кини (1987), Клингхоферова смрт (1991), Хармонијум (1980), Музика велике пијаноле (1982) и Наука о хармонији (1984-85).